# Szelinosz
Szelinosz (Selinunte, / ˌsɛlɪnuːnteɪ /; ógörögül: Σελινοῦς, Selinous, latinul: Selinus) ókori görög város Olaszországban, Szicília délnyugati partján, Trapani tartományban. A Cottone és a Modione folyók völgyei között helyezkedik el. Régészeti lelőhely, nyolc templom maradványait is feltárták egy akropolisz körül.

## Fekvése
Nyugat-Szicíliában, Triscina és  Marinella között, a tengerparton található.

## Története

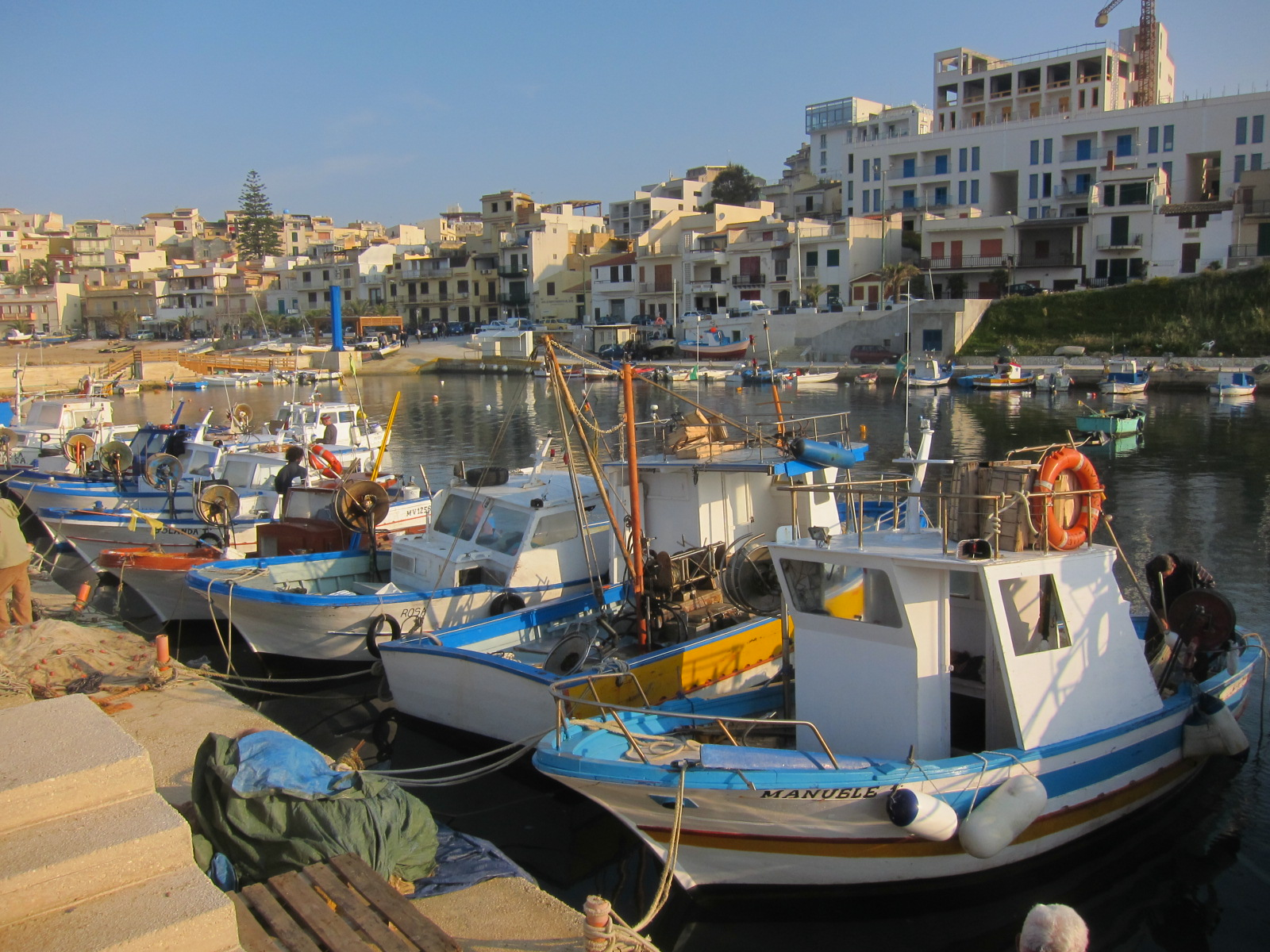
A szomszédos város, Marinella látképe

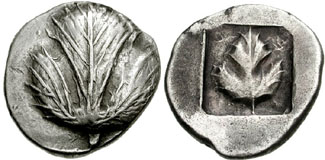
Didrachm érme Selinunte-ból, amely egy szelinon (zeller) levelet tartalmaz, kb. 515-470 körülről

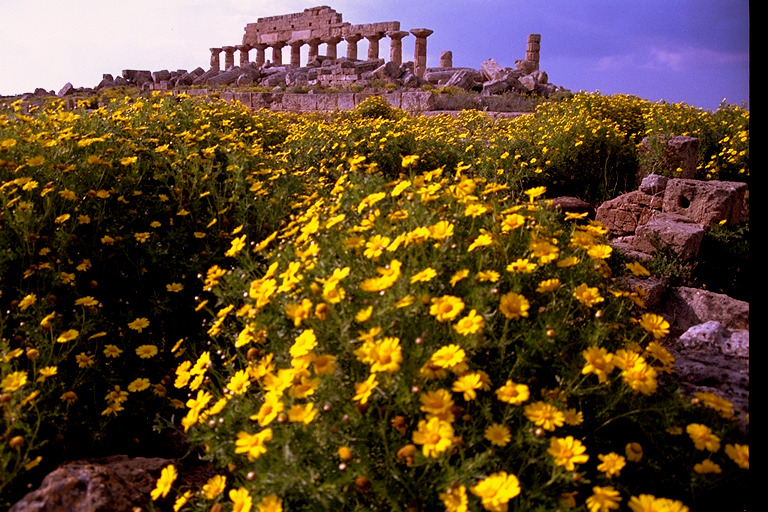
Szelinosz

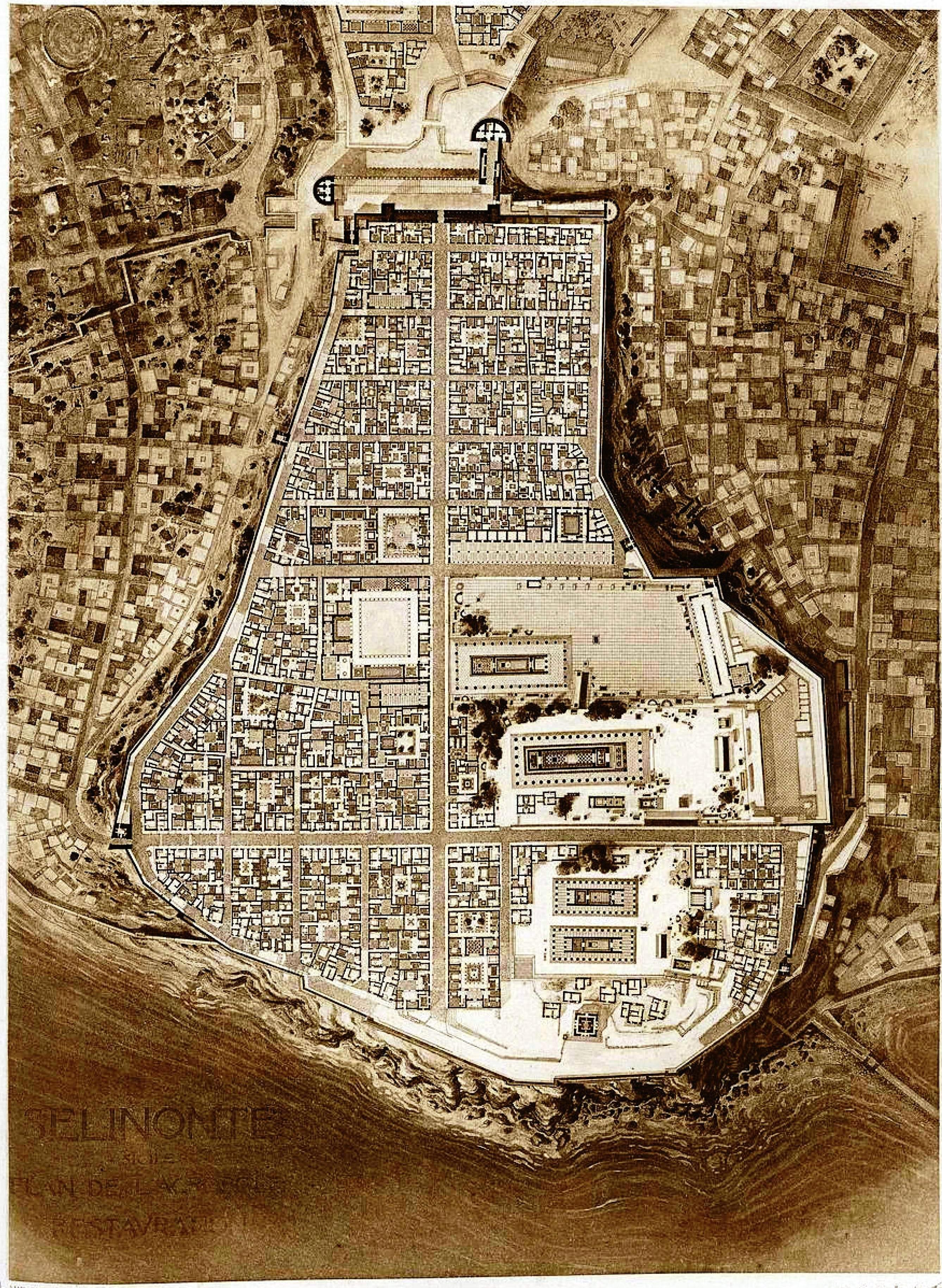
Szelinosz történelmi város tervrajza

Szelinosz a Szicíliában lévő legfontosabb görög kolóniák egyike.
A várost görög származású Megalai telepesek alapították. Megala görög telepesei 100 évvel városuk alapítása után Szicília más részén is alapítottak egy kolóniát, vagyis Szelinosz városát. Az új kolónia alapításának célja az volt, hogy sokkal nagyobb hatalomra emelkedjen, mint szülővárosa. (Thuc 4, Scymn 291, Strab, 272. o.)
A város alapítási éve az i. e. 6. század közepére tehető.  A város neve etimológiai vizsgálatok alapján a környéken bőségesen fellelhető vadzellertől származtatható, melyről a közeli folyó neve is ered.
Szelinosz a legnyugatibb görög kolónia Szicíliában, és ezáltal hamar kapcsolatba került a föníciaiakkal is.
A város történetétől nagyon kevés információ maradt fenn. A virágzó várost i. e. 406-ban a karthágóiak pusztították el, de a gyakori földrengések is súlyos károkat okoztak a csodálatos templomkerületben.  Szelinoszt 466-ban említették újból, mikor együttműködve más szicíliai várossal segítettek a szirukusaiaknak Thrasybulus kiűzésben.
Az első pun háborút a teljes elnéptelenedés követte.
Az egykori város helyén az 1980-as években régészeti parkot alakítottak ki, s egyúttal ásatási területté is nyilvánították. Az itt feltárt nyolc archaikus dór templomot az ABC betűivel jelölték.  Ezek közül a legnagyobb az északi "G"-templom volt 113x54 méteres alapterületével. A templomot i. e. 530-480 között Zeusz tiszteletére építették, bár sohasem fejezték be. Szentélye 46 oszlopa közül ma csupán egyetlen-egy áll. Az oszlopok 16,3 méter magasak voltak, lábazatuk átmérője pedig 3,4 méter volt.

## Nevezetességek
- "G" templom

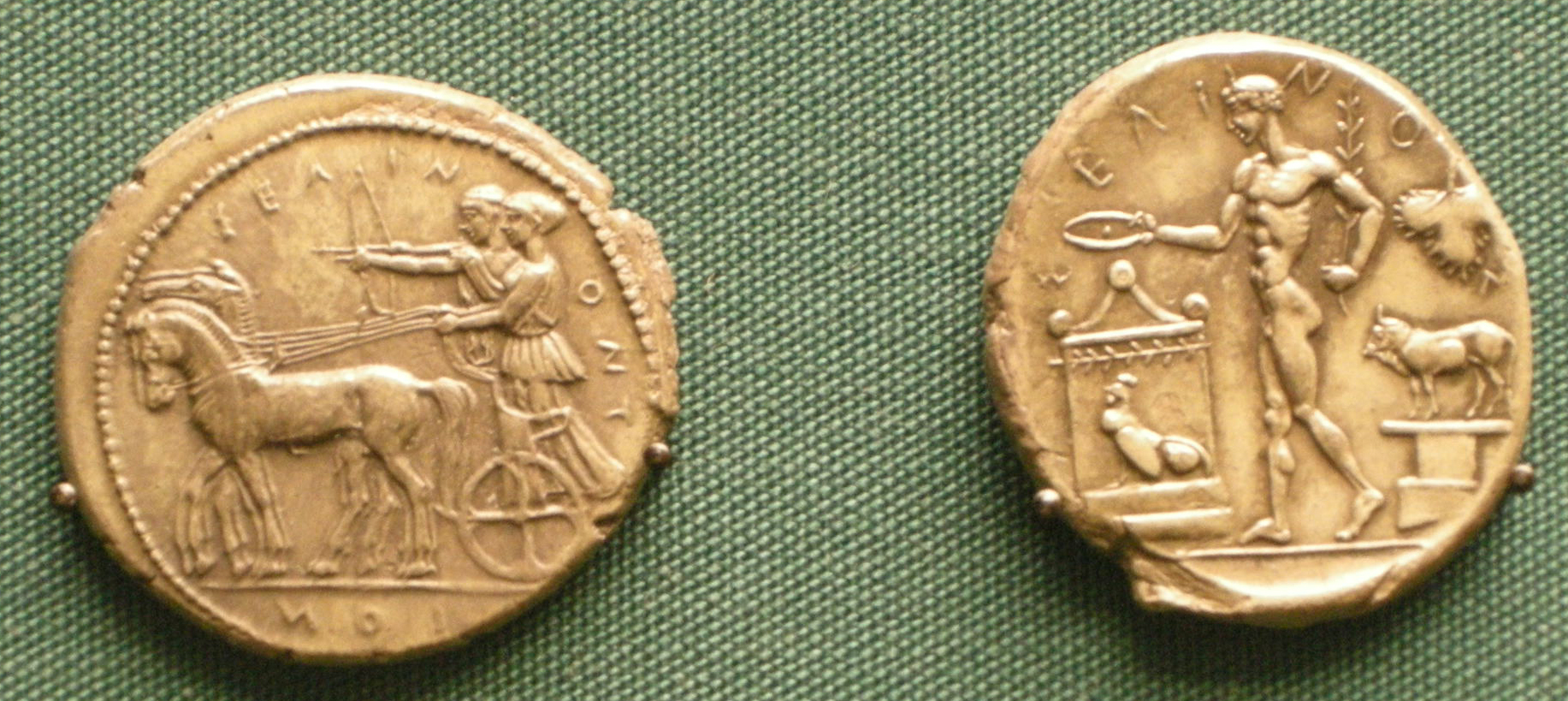
Pénzérmék Szelinoszból

- "F" templom - i. e. 550-530 között épült. 66x27 méteres területét Pallasz Athénének, vagy Dionüszosznak szentelték. 42 darab; egyenként 1, 82 méter átmérőjű antik oszlopai 9 méter magasak voltak.
- "E" szentély - A Héra istennőnek ajánlott épületben talált domborművek, márványdíszek, metopék, architrávtöredékek a palermói régészeti múzeumban találhatók. Építése i. e. 460 körül kezdődött, azonban befejezésére már nem maradt idő. Alapja 70x28 méter, ezen 6x15 db, máig álló, egyenként 10,2 méter magas, 2,2 méter átmérőjű oszlop tartja a gerendázat még megmaradt részét.
- "B" templom - Eredetét az i. e. 3. századra datálják az archeológusok. Mérete mindössze 8,4 x 4,6 métervolt. A négyoszlopos homlokzatú szent helyet valószínű, hogy az agrigentói Empedoklésznek szentelték.
- "C" templom - A legrégibb épület, i. e. 580-560 között épült, eredetileg egy 450x350 méteres fallal zárták körbe, ma Szelinosz szimbóluma. A 63 x 24 méteres Apolló szentélyt annak idején 6x 17, felfelé keskenyedő oszlop vette körül, melyekből néhányat újra felállítottak, így eredeti helyüket foglalták el a 8,6 méter magas, 1,5 méter átmérőjű pillérek, míg a többi oszlop körülötte porlad. Az épület különlegességét archaikus metopéi, valamint a keleti és a nyugati homlokzat eltérő formája adja. Az előbbit archaikus, míg az utóbbit klasszikus stílus jellemzi.
- "D" templom - i. e. 540-520 között épült Athéné szentély  56 x 24 méter nagyságú. Díszes párkányzata 34 darab 7,5 méter magas, 1,7 méter átmérőjű oszlopon nyugodott.
- "A" templom - i. e. 480-470 között épült, Artemisz hódolatául. A 40 X 16 méter  alapterületű templom 6 x 14 darab külső oszlopának átmérője 1,3 méter, magassága 6,2 méter volt.
- "0" templom - i. e. 480-470-ből való, 6 x 14 db 6,2 méter magas, 1,3 méter átmérőjű oszlop övezte 40 x 16 méter alapterületű szentély, mely a régészeti parkban a legdélibb.
- "Tempio Malophoros" - Az Akropolisztól nyugatra, az ókori Selinon folyón túl található Démétér istennő romos templomkerületében található, ahová egy díszkapu vezet. Ásatásakor itt 12000 fogadalmi terrakottafigura került elő.
- "M" templom - Az i. e. 6. században épült 26,8 x 10,8 méteres építmény, melynek eredeti 8 méter magas fala mára összedőlt, mára csak egy kút maradt fenn.

## A populáris kultúrában
A Kincses sziget az űrben című sci-fi minisorozat története a környéken kezdődik. Itt él Jimmy édesanyjával, és náluk száll meg Billy Bones kormányos. (A filmben a Selinunte nevet használják.)

## Galéria

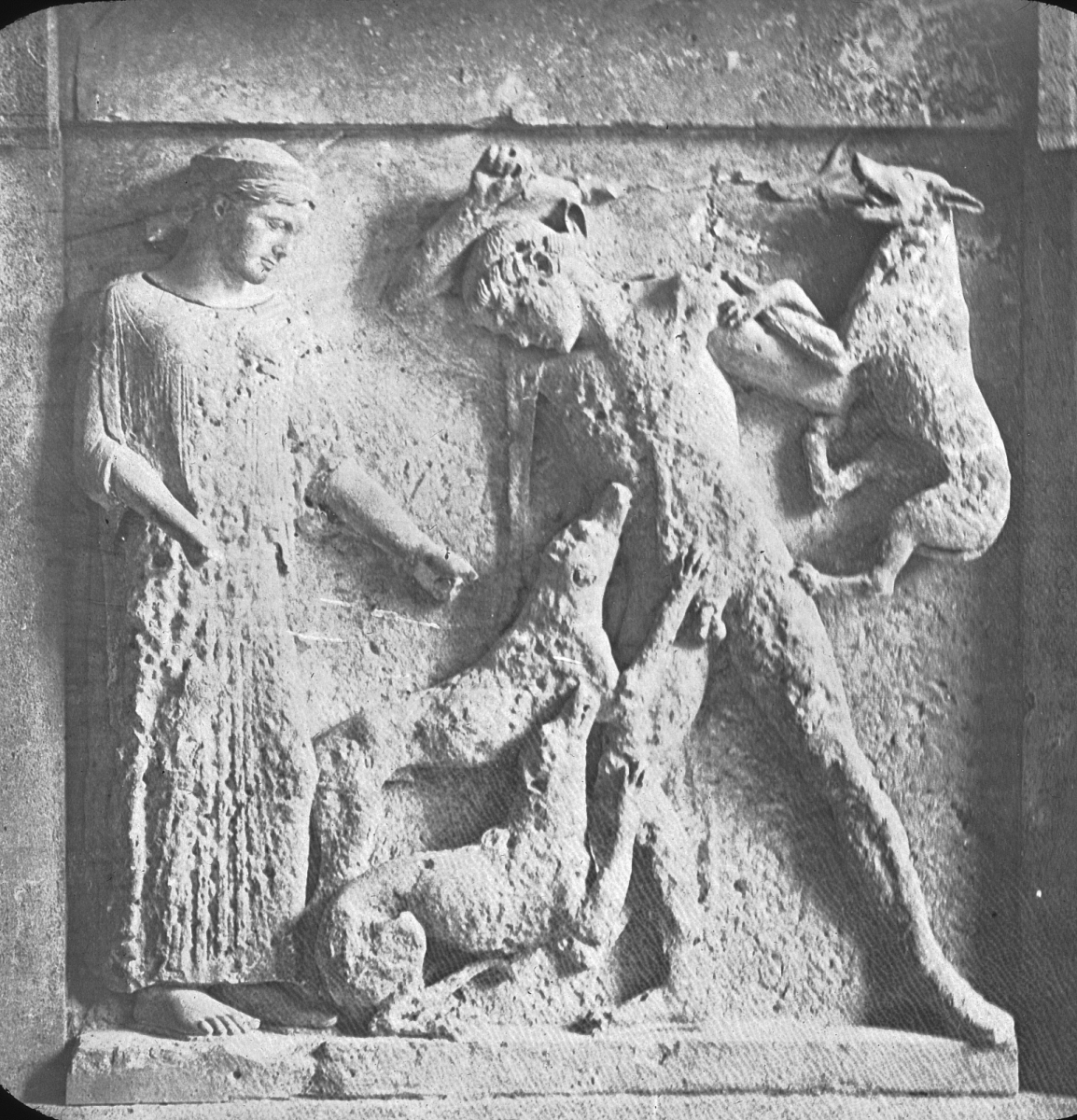
Lelet Selinoszról a palermói múzeumban
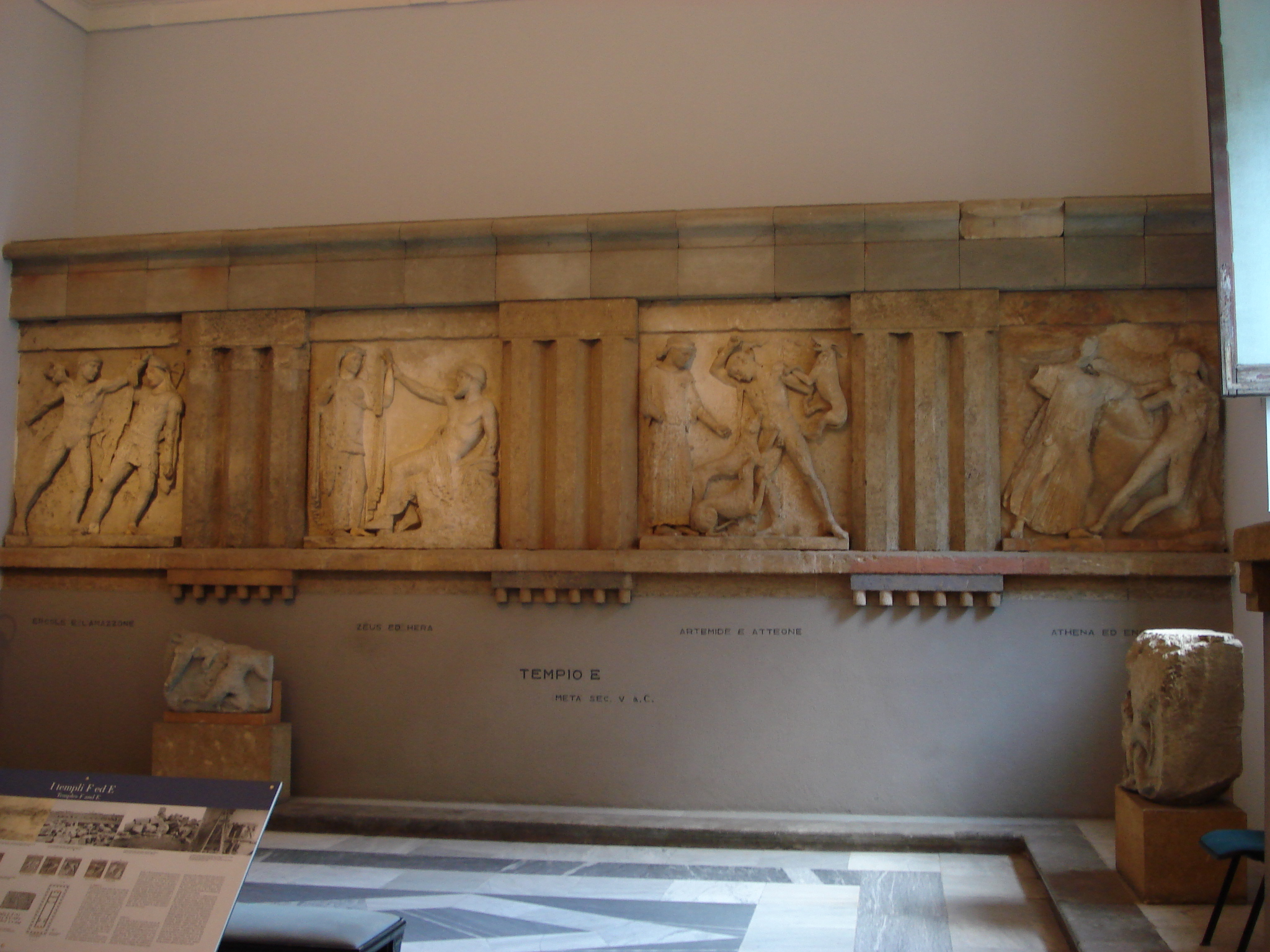
Szelinoszi leletek a palermói múzeumból